# Jang Dongwoo
Jang Dong-woo (Hangul: 장동우; hanja: 張東雨; Gyeonggi, 22 de noviembre de 1990), generalmente conocido como Dongwoo es un cantante, rapero y actor surcoreano. Es el principal rapero del grupo Infinite y la subunidad Infinite H.

## Biografía
Jang Dong-woo nació en
Guri, Gyeonggi-do, Corea del Sur. Estuvo entrenando bajo JYP Entertainment por años. Es un antiguo compañero del miembro de EXO, Xiumin. Con anterioridad a su debut, él y Hoya actuaron como bailarines para varios espectáculos de promoción musical de Epik High.
El 15 de febrero de 2013 se graduó de la universidad Daekyeung, junto con los miembros Sunggyu, Hoya, Sungyeol y L, recibió el premio "Orgulloso Estudiante de la Universidad de Daekyung.
El 2 de septiembre de 2016, se anunció que su padre había muerto de una enfermedad crónica.

## Carrera

### 2010: Debut con Infinite
Debutó como miembro de Infinite en 2010. El grupo debutó oficialmente el 9 de junio de 2010.

### 2012–14: actividades en solitario e Infinite H

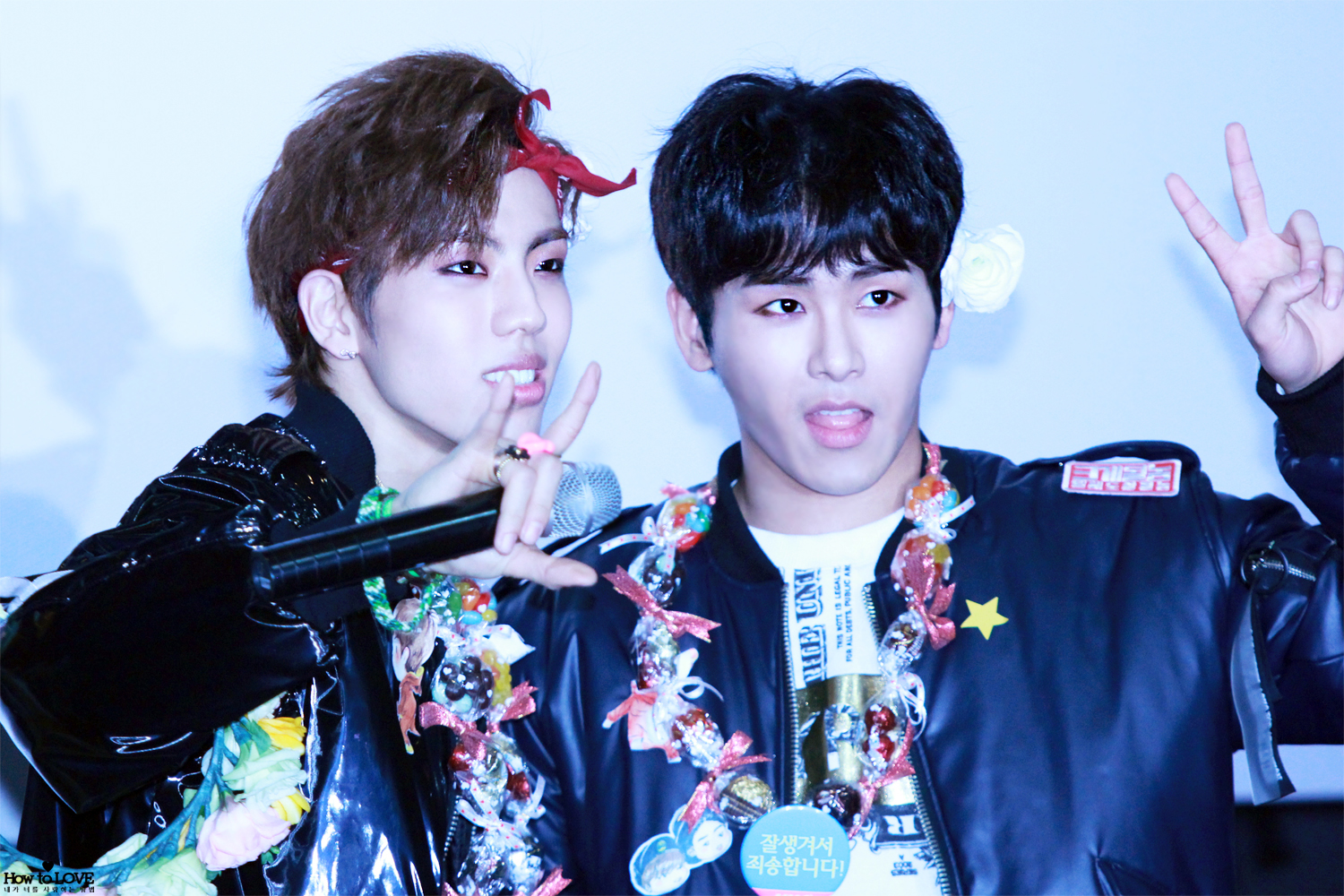
Dongwoo y Hoya en una firma de autógrafos en Hapjeong en febrero de 2015

En septiembre de 2012, Dongwoo, junto con el exmiembro de Infinite Hoya, formaron una subunidad llamada Infinite H, lanzando de su primer extended play titulado Fly High a principios de 2013. La subunidad tiene una diferente dirección musical y estilo conceptual al de Infinite, poniendo su foco en cada uno de los miembros del rap y capacidad de actuación.
En enero de 2012, presentó junto a Baby Soul y Yoo Ji-a el sencillo "She Is a Flirt". El mismo año se presentó con Sunggyu y Baby Soul en Immortal Songs 2 con la canción "Mujer en la Playa".
En agosto de 2013, él y Hoya protagonizaron el vídeo de Tasty "Mamama". El dúo contribuyó a las letras de la canción.
En noviembre de 2014, se presentó en el extended play de Nicole First Romance, con la canción titulada "7-2-Misunderstanding".

### 2015–presente: actividades en solitario
Debutó como actor en el musical In The Heights. Desempeñando el papel de principal principal "Usnavi" junto con Yang Dong-geun, Jung Won-young y Key. El musical fue producido por SM C&C, una filial de S. M. Entertainment, desde el 4 de septiembre al 22 de noviembre en 'Blue Square'. En 2015, junto con el integrante de B1A4, Baro, presentaron Hurts down to bones.
En octubre de 2016, autoprodujo y publicó su primera canción, que contó con la colaboración y voz de la cantante Yoon So-yoon, titulada "Embedded in Mind". La canción era para el webtoon Lookism.

## Filmografía

### Película
| Año  | Título                                                  | Función  |
| ---- | ------------------------------------------------------- | -------- |
| 2012 | INFINITE Concert Second Invasion Evolution The Movie 3D | Él mismo |
| 2014 | Grow: Infinite's Real Youth Life                        | Él mismo |

### Series
| Año  | Título     | Red        | Función  |
| ---- | ---------- | ---------- | -------- |
| 2011 | Wara Store | Tooniverse | Él (voz) |

### Musical
| Año       | Título         | Función | Ref.   |
| --------- | -------------- | ------- | ------ |
| 2015-2017 | En las Alturas | Usnavi  | [ 23 ] |
| 2018      | Altar Boyz     | Luke    | [ 24 ] |

### Programas de televisión
| Año             | Programa       | Cadena | Notas   |
| --------------- | -------------- | ------ | ------- |
| 2019 - presente | Fool’s Romance | MBC    | miembro |